# USS Arleigh Burke (DDG-51)
USS Arleigh Burke (DDG-51) – pierwsza jednostka z serii niszczycieli rakietowych typu Arleigh Burke wyposażonych w system kierowania ogniem typu AEGIS, a następnie Aegis BMD.

## Historia
Stępkę pod budowę okrętu położono w stoczni Bath Iron Works w Bath stan Maine 6 grudnia 1988. Wodowanie miało miejsce 16 września 1989. Oddanie okrętu do służby nastąpiło 4 lipca 1991 podczas uroczystości z udziałem admirała Arleigha Burke’a którego imię nadano okrętowi. Po wejściu do służby okręt do końca 1992 przechodził intensywne próby na morzu.
W 1993 okręt został skierowany na Adriatyk, gdzie uczestniczył w operacji Provide Promise, która była związana z wojną w Bośni. W 1995 „Arleigh Burke” został ponownie skierowany na Adriatyk gdzie brał udział w kontroli przestrzegania zakazu lotów nad Bośnią. Podczas trzeciego rejsu w 1998 przebywał w rejonie Adriatyku, Morza Czarnego i Morza Czerwonego. Podczas tego rejsu brał udział w licznych ćwiczeniach i manewrach które sprawdzały gotowość pokładowych systemów uzbrojenia. Czwarty rejs którego trasa przebiegała przez Morze Śródziemne, Czerwone i Zatokę Perską miał głównie na celu kontrolę przestrzegania nałożonych przez ONZ sankcji wobec Iraku. Piąta tura okrętu miała miejsce w 2003, kiedy wchodził on w skład grupy uderzeniowej składającej się m.in. z lotniskowca USS „Theodore Roosevelt”. Okręty grupy udzielały aktywnego wsparcia wojskom międzynarodowej koalicji w początkowej fazie inwazji na Irak. „Arleigh Burke” odpalał w tym czasie pociski Tomahawk skierowane na irackie cele. W dalszym ciągu operacji eskortował jednostki zaopatrzeniowe i brał udział w operacji zwalczania oddziałów paramilitarnych operujących na wodach przybrzeżnych Somalii.
Za udział w tych operacjach okręt został wyróżniony licznymi odznaczeniami.
W maju 2007 okręt wszedł na mieliznę u wejścia do Zatoki Chesapeake. W wyniku wypadku dowódca okrętu Esther J. McClure została zwolniona z zajmowanego stanowiska.

## Opis
Konstrukcja okrętu uwzględnia doświadczenia zdobyte przez Royal Navy podczas wojny o Falklandy w 1982. Okręt zaprojektowano z wykorzystaniem morskiego odpowiednika technologii stealth, które to rozwiązania zwiększają szanse skutecznej obrony przed atakiem przeciwokrętowch pocisków rakietowych. Kadłub wykonano całkowicie ze stali z uwagi na doświadczenia konfliktu falklandzkiego, kiedy to aluminiowa konstrukcja brytyjskich jednostek okazała się nie być odporna na wysokie temperatury podczas pożarów.
Jednostka na początku służby otrzymała złośliwy pseudonim „wiecznie zepsuty” (Always Broken, w wymowie nieco podobne do prawdziwej nazwy) z powodu kłopotów jakie sprawiały często niesprawne urządzenia w które była wyposażona. Intensywny program testów i prób morskich pozwolił na wprowadzenie zmian technicznych które były stosowane w kolejnych jednostkach serii.

## Godło okrętu
Tarcza otoczona białym i niebieskim polem oznacza osiągnięcia admirała Arleigha Burke w walce przeciwko japońskiej marynarce wojennej podczas II wojny światowej. Pięść i berło oznaczają ofensywne i defensywne możliwości niszczyciela. Berło to także symbol autorytetu jakim był admirał pełniąc funkcję Szefa Operacji Morskich (CNO) US Navy.

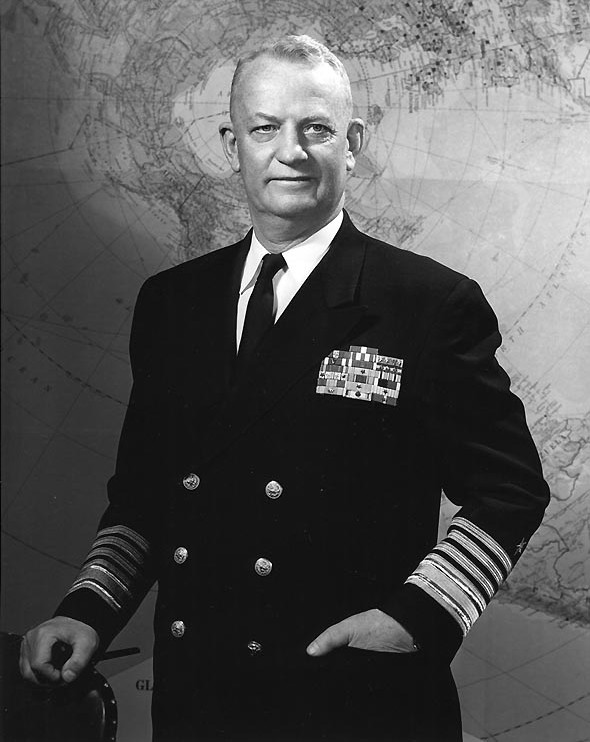
Adm. Arleigh Burke, CNO

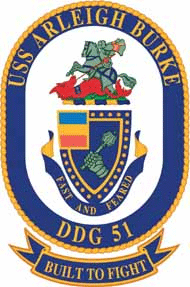
Godło okrętu

Jednostka, którą dowodził admirał, 23 szwadron niszczycieli, symbolizowana jest przez 23 punkty umieszczone na obrzeżach tarczy. Punkty oznaczają także rok 1923, kiedy to Arleigh Burke ukończył Akademię Marynarki Wojennej w Annapolis. Pasy w kolorze niebieskim, żółtym i czerwonym oznaczają odznaczenie jakie otrzymała jednostka dowodzona przez admirała za osiągnięcia podczas wojny na Pacyfiku. Postać świętego Jerzego symbolizuje zwycięstwo jakie odniosły okręty pod dowództwem admirała nad siłami japońskimi podczas bitwy koło przylądka św. Jerzego w 1943 w rejonie Wysp Salomona. Czerwony morski smok symbolizuje flotę japońską, którą atakowały okręty admirała. Włócznia skierowana na smoka oznacza skuteczność i celność uzbrojenia niszczyciela. Zbroja i uzbrojenie Św. Jerzego oznaczają duże możliwości i zdolność do przetrwania na polu walki nowego okrętu. Pseudonim admirała „31-Knot-Burke” (31-węzłowy Burke) jest zawarty w liczbie 31 widniejącej na koniu, na którym siedzi św. Jerzy.